# Stambha vritti
Stambha vritti is een pranayama (ademhalingstechniek) in yoga, waarbij er sprake is van een vastgehouden adembeweging. Pranayama's hebben in yoga een tweeledig nut: de toevoer van zuurstof naar de hersenen en het voorzien van het lichaam van prana, ofwel levensenergie.
Stambha vritti is een pure kumbhaka-techniek, omdat de nadruk ligt op de adempauze. Deze techniek kan op twee manieren worden uitgevoerd, zowel met lege als met volle longen.
Lege longenHierbij wordt er krachtig uitgeademd via de mondademhaling en de mond zo lang gesloten als het goed voelt. Dit wordt ook wel lege schaal (ida stambha vritti) genoemd.
Volle longenHierbij wordt via de mondademhaling snel en volledig ingeademd zolang het goed voelt. Dit wordt ook wel volle schaal (pingala stambha vritti) genoemd. Bij de uitademing wordt de lucht via de open mond snel losgelaten zonder dat daar kracht bij gebruikt wordt.
Iemand die kwakkelt met de gezondheid moet voorzichtig zijn met alle pranayama's waar kumbhaka bij wordt toegepast.
volledige ademhaling · middenrifademhaling · flankademhaling · sleutelbeenademhaling · mondademhaling · neusademhaling

abhyantara bahya stambha vritti · activerende ademhaling · agni prasana · anuloma · anuloma viloma · bhastrika · brahmari · chandra bhedana · chatur mukhi · dirgha sukshma · kapalabhati · kevala kumbhaka · kumbhaka · murcha · nadi sodhana · ohm sahita rechaka · plavini · prachhardana · prana apana samyukta · pratiloma · sahita kumbhaka · sama vritti · samanu · sapta vyahrita · sargarbha sahita kumbhaka · sarva dwara baddha · sithali · sitkari · stambha vritti · sukha purvaka · suksama shwasa prashwasa · surya bhedana · tri bandha kumbhaka · ujjayi · vaya viya kumbhaka · viloma · visama vritti